# Kasha (folklore)

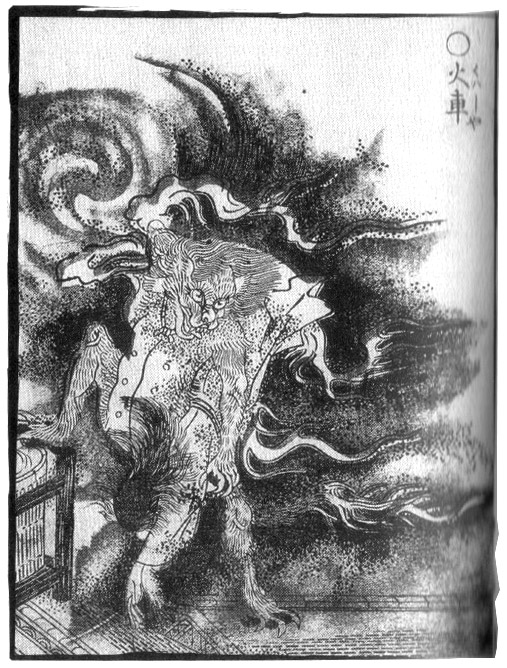
"Kasha" da Gazu Hyakki Yagyō, di Toriyama Sekien, ca. 1781.

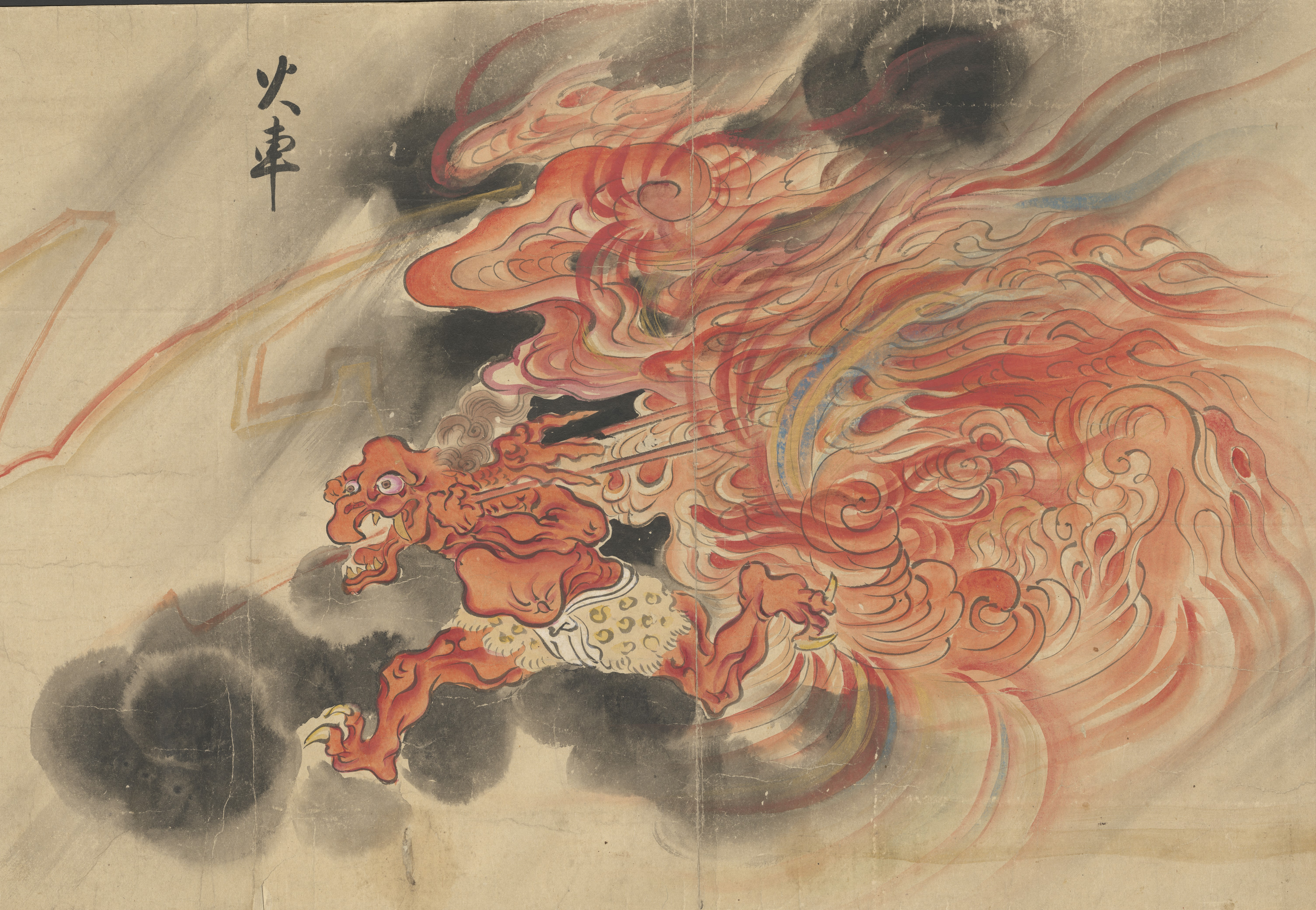
Kasha (火車) disegnato sulBakemono no e (化 物 之 繪, c.1700), collezione speciale di L. Tom Perry, Biblioteca Harold B. Lee, Brigham Young University.

Nella mitologia giapponese il kasha (火車, letteralmente «carro di fuoco») è uno yōkai che trafuga i morti per effetto delle azioni nefaste da loro accumulate durante la vita.

## Descrizione sommaria
Il kasha trafuga i cadaveri durante i funerali e dai cimiteri, non è figura uniforme e ne esistono varie rappresentazioni nel paese. In molti casi si identifica in un gatto yōkai; si narra anche che i gatti che giungono a un'età avanzata si mutino in esso e che la loro vera natura sia di nekomata. Altre volte il kasha è raffigurato come un oni che trasporta i dannati all'inferno su un carretto.
Per proteggere le spoglie dei defunti, a Kamikuishiki, in un tempio presso il quale si narra che il kasha dimori, il funerale si tiene due volte, collocando una pietra nella bara durante il primo rito funebre perché lo yōkai non possa sottrarlo. A Yawatahama si ritiene efficace per dissuadere il kasha collocare un rasoio in cima al feretro. A Saigō esistono formule da intonare due volte prima del funerale: Baku ni wa kuwasen (バクには食わせん, «Non permetterò al baku di cibarsene») e Kasha ni wa kuwasen (火車には食わせん, «Non permetterò al kasha di cibarsene»). A Kumayaga si ritiene possibile allontanare il kasha suonando il myobachi.

## Entità affini
Sono descritte di seguito entità dello stesso genere del kasha, o identificabili con esso ma chiamate diversamente.
A Tōno, sulla montagna presso il valico che dal paese di Ayaori conduceva a Miyamori, si dice vivesse un'entità chiamata kyasha: essa assumeva le sembianze di una donna che portava un kinchaku (borsetta a cordoncino) legato alla fronte. Si sostiene che si impadronisse dei cadaveri, trafugandoli dalle bare nei funerali o riesumandoli dai cimiteri, e se ne cibasse. Anche a Minamimimaki il demone è chiamato kyasha.
Nella prefettura di Yamagata si tramanda una storia in cui, alla morte di un uomo ricco, apparve un kasha-neko (カシャ猫 o 火車猫) e tentò di sottrarre la salma, ma il monaco di Seigen-ji riuscì a scacciarlo. Quello che, si capì poi, era la sua coda recisa fu presentato al tempio di Hase-kannon come talismano contro gli spiriti maligni, e oggi è visitabile ogni capodanno.
Ad Akihata il mostro divoratore di morti è chiamato tenmaru e obbligava a proteggere i feretri di bambù.
A Himakajima, i kasha sono detti madōkusha e si narra che il gatto centenario si trasformi in yōkai.
Nella regione di Izumi i cosiddetti kimotori si dice appaiano al cimitero dopo i funerali.

## Evoluzione del concetto
Kasha significa letteralmente «carro, cocchio di fuoco». Nel medioevo giapponese e nella prima età moderna, i kasha erano raffigurati come carri infocati che trasportavano i corpi dei defunti all'inferno. Con tali sembianze apparivano sia negli scritti (rokudo-e) sia nei dipinti buddisti (jigoku-zōshi, dove erano raffigurati trainati da demoni e oni). La leggenda del kasha era usata dalle guide spirituali buddiste per convincere i fedeli a non commettere peccato.
Si narrava infatti che durante il corteo funebre di un peccatore il kasha sarebbe apparso per prelevare il corpo, accompagnato da nuvole nere e da un vento spaventoso, tale da trasportare la bara in cielo strappandola dalle mani di coloro che la portavano in spalla. I portatori avrebbero detto che il corpo era stato «posseduto dal kasha».
Secondo la leggenda, se al corteo avesse presenziato un monaco, il corpo avrebbe potuto essere rivendicato da lui, gettando un rosario sul feretro, recitando una preghiera o appondendo un sigillo sopra la bara.  L'antidoto al trafugamento del corpo varia da luogo a luogo, ma in mancanza del monaco feretro e salma sarebbero stati sempre tradotti all'inferno; oppure il corpo sarebbe stato profanato dal kasha, che l'avrebbe selvaggiamente smembrato e appeso su rami d'albero e rocce nei paraggi.
Nel tempo la rappresentazione del kasha si è evoluta da quella del carro di fuoco a quella del gatto diabolico. Non si sa come e quando la figura si è sovrapposta a quella bakeneko, ma essa ha iniziato a essere dipinta come un gatto, spesso avvolto dalle fiamme, così dandosi vita all'immagine moderna del kasha come variante del bakeneko o gatto mostruoso.
C'è una certa discussione sull'origine delle sembianze feline del kasha moderno. Alcuni credono che gli fu dato tale aspetto quando l'antica concezione del kasha acquisì le caratteristiche di un altro yōkai che trafuga cadaveri, il mōryō o wangliang cinese.
In Giappone il gatto era visto come animale dotato di poteri soprannaturali, ed esistono modi di dire come «mai lasciar avvicinare un gatto a un cadavere» o «quando il gatto salta sulla bara, il morto si ridesta». Nella raccolta medievale di racconti setsuwa Uji Shūi Monogatari, un gokusotsu (orco malvagio che tormenta le anime dell'inferno) trascina una ruota di fuoco (hi no kuruma) e si narra che tenti di rapire i cadaveri dei peccatori o i peccatori ancora in vita. Si ritiene perciò che la leggenda del kasha risulti da una mescolanza di leggende sui gatti e sui morti, unite alla leggenda dello hi no kuruma.
Secondo un'altra versione popolare il kasha ricevette le sembianze di un gatto quando fu notato che, in rari casi, i gatti mordevano i cadaveri dei loro padroni. Effettivamente, benché sia un fenomeno raro, esso è attestato in tempi moderni.
Un'ultima teoria ritiene che la leggenda del kappa, che affoga gli uomini e ne manga le interiora, sia influenzata da quella del kasha.

## Altri significati
L'espressione giapponese hi no kuruma, lettura alternativa di 火車, significa «trovarsi economicamente in cattive acque» o «essere a corto di soldi» e si lega alle torture che si dice i kasha infliggessero ai morti nel viaggio verso l'inferno. Nella provincia di Harima le donne anziane dal brutto carattere sono dette kasha-baba (vecchie kasha).